# Groupe Rivaud
 (septembre 2023).
Si vous disposez d'ouvrages ou d'articles de référence ou si vous connaissez des sites web de qualité traitant du thème abordé ici, merci de compléter l'article en donnant les références utiles à sa vérifiabilité et en les liant à la section « Notes et références ».
Le Groupe Rivaud est une société financière située rue Notre-Dame-des-Victoires. Son nom est connu par sa gestion de la « galaxie financière » Plantations des Terres Rouges S.A.    
La banque Rivaud est la banque du RPR, devenu UMP. C'est elle qui finança le gaullisme durant la guerre. Elle fut contrôlée et dirigée par le comte Jean de Beaumont et par son gendre le comte Édouard de Ribes.  Après la seconde Guerre Mondiale, le président du directoire du Groupe, n’hésita pas à donner des postes aux FFI et aux communistes qui aidèrent largement à la résistance . Le siège historique du groupe est situé rue Notre-Dame-des-Victoires.
Guy Bonnin de la Bonninière de Beaumont (né en 1908) était Président du Directoire du groupe Rivaud, soit propriétaire.
Guy était aussi l’un des créateurs du SSDN en 1942 durant la Seconde Guerre Mondiale (services spéciaux de La Défense Nationale, devenue DGSE en 1944)
Vincent Bolloré aurait été stagiaire à la banque Rivaud dans ses jeunes années. Il a créé par la suite le groupe Bolloré SE, qui se spécialisa en logistique portuaire dans de nombreux pays africains, dont le port de Lomé au Togo. 
Le Groupe Banque Rivaud a été complètement fondu dans la galaxie Bolloré après son rachat (1996-1997). Les Plantations des Terres Rouges (PTR) ont été retirées de la cote le 12 juillet 2013 après une OPR (Offre Publique de Retrait) du groupe Bolloré. 
Bolloré Logistics, groupe créé par Vincent Bolloré, sur la base d'actifs divers, dont des filiales de la Banque Rivaud, a été vendu le 29 avril 2024 à CMA CGM pour la somme de 4,85 milliards d’euros,

## Histoire
La banque Rivaud a été créée par les quatre frères Rivaud, sous la IIIe République, et développée par le comte Jean de Beaumont et le comte Édouard de Ribes, marié à sa fille Jacqueline, qui prendra la direction de la banque en 1990[réf. nécessaire].
La banque se développe autour de l'exploitation des matières premières agricoles en Afrique et en Asie (Indochine), notamment dans les ex-colonies françaises ou anglaises[réf. nécessaire]. Rivaud était ainsi le plus gros apporteur de devises du Kenya par le biais de ses plantations de café et de thé.
La banque fut l'objet d'une OPA hostile par Jacques Letertre, directeur de la Banque Duménil-Leblé, avec l'appui de la Banque Stern et de son président d'alors, Jean Peyrelevade. La banque fut défendue par l'establishment parisien des affaires : Ambroise Roux et par Édouard Balladur, ami personnel d'Édouard de Ribes, ainsi que Michel David-Weill, chef de la banque Lazard. Apprenant que sa holding Gaz et Eaux avait participé au raid, Michel David-Weill a ordonné l'arrêt immédiat de la participation à ce raid.

## Organisation
La Banque Commerciale et de Gestion Rivaud a été radiée du registre du commerce le 20 décembre 2002.
Dans la liste des sociétés du groupe Bolloré, deux entités portent encore le nom de Rivaud :
- Rivaud Innovations[4].
- Rivaud Loisirs Communication[5].

Aucune d'entre elles n'a d'activité financière.